# Adolf Becker (Mediziner)
Erwin August Adolf Becker, auch Adolph Becker, (* 2. April 1871 in Hannover; † September 1947) war ein deutscher Mediziner. Er war Chirurg und Leitender Arzt der Hannoverschen Kinderheilanstalt.

## Leben
Er war der Sohn des Regierungs- und Geheimen Medizinalrates Hermann Becker (1828–1908) aus Hannover und dessen Ehefrau Therese, Tochter des königlich-hannoverschen Wirklichen Geheimen Rates Adolph Wedemeyer. Nach dem Besuch des Ratsgymnasiums in Hanover studierte Adolf Becker ab dem Wintersemester 1891/92 Medizin an der Universität Marburg und wechselte 1894/95 an die Universität Jena. Am 1. Juli 1896 erwarb er in Jena die Approbation. Zum Dr. med. promovierte Adolf Becker ebenfalls an der Universität Jena am 21. Dezember 1896. Danach war er als Assistenzarzt am Städtischen Krankenhaus in Hildesheim tätig und wechselte 1897 an die Prov. Hebammen-Lehranstalt nach Oppeln. Von 1898 bis 1901 war er Assistenzarzt am Luisenhospital in Aachen und wechselte danach bis 1911 Oberarzt an die Chirurgische Universitätsklinik nach Rostock. In dieser Zeit habilitierte sich Adolph Becker am 23. Februar 1907 an der Medizinischen Fakultät der Universität Hannover und wurde Privatdozent. Seit 1912 war er an dieser Universität Titularprofessor und als Facharzt für Chirurgie Leiter der Hannoverschen Kinderheilanstalt tätig.
Adolf Becker war Mitglied der Deutschen Gesellschaft für Chirurgie und der Gesellschaft deutscher Naturforscher und Ärzte.

## Schriften (Auswahl)
- Ein Fall von Pemphigus conjunctivae, Jena, 1896.
- Die Verbreitung der Echinokokkenkrankheit in Mecklenburg. Eine Fortsetzung der Madelung'schen Sammelforschung, 1907.
- Aus dem Leben des Dr. med. Christian Ludewig Hermann Becker, Regierungs- und Geheimer Medizinalrat zu Hannover. Zur Gedenkfeier an seinen 100jährigen Geburtstage am 11. 10. 1928 für seine Kinder, Schwiegerkinder und Grosskinder zusammengestellt von seinem jüngsten Sohne Erwin August Adolf Becker, Hannover, 1928.

## Archivalien
Archivalien von und über Adolph Becker finden sich beispielsweise
- in der Zeitungsausschnittsammlung des Niedersächsischen Landesverwaltungsamtes in der Akte Personen: Mediziner (alphabetisch) für die Laufzeit von 1942 bis 1955, Archivsignatur NLA HA ZGS 2/1 Nr. 245[3]